# Wilbur Ross
Wilbur Louis Ross jr. (Weehawken, New Jersey, 28 november 1937) is een Amerikaans bestuurder, bankier, belegger en kunstverzamelaar. Hij is sinds 28 februari 2017 minister van Economische Zaken (Secretary of Commerce) in het kabinet van Donald Trump. Als investeerder is hij vooral bekend vanwege zijn herstructureringen van slechtlopende bedrijven in de staal-, kolen-, telecom- en textielindustrie en hij specialiseerde zich in slechtlopende en bijna-failliete bedrijven. In juni 2014 werd Ross genoemd door Forbes Magazine als miljardair met een bezit van $2,9 miljard.

## Jeugd en opleiding
Wilbur Ross werd in 1937 geboren als zoon van de advocaat en latere rechter Wilbur Louis Ross sr. en de lerares Agnes O'Neill en groeide op in het stedelijk gebied van New Jersey. Ross reed iedere dag twee uur vanuit New Jersey om naar de elitaire katholieke middelbare school Xavier High School in Manhattan, New York te gaan. Hij liep hard en was captain van het schuttersteam. Net als zijn vader studeerde hij aan Yale, waar hij een bachelorgraad behaalde, redacteur was bij een literair tijdschrift en bij de lokale radiozender werkte. Hij wilde schrijver worden, maar na zijn ervaringen bij het schrijven van fictie waarbij hij dagelijks 500 woorden moest opleveren, concludeerde hij dat hij 'door zijn materiaal was'. Via zijn adviseur kreeg hij zijn eerste zomerbaantje op Wall Street. Hij zou later nog een Master of Business Administration halen aan Harvard Business School.

## Loopbaan
Vanaf eind jaren zeventig werkte Ross voor 24 jaar bij Rothschild Inc., waar hij advies gaf over het herstructureren van bedrijven bij bankroet. In de jaren tachtig, na een snelle uitbreiding van Resorts International naar Atlantic City, kwam Donald Trump in financiële problemen toen de vastgoedmarkt onderuit ging. Zijn drie casino's in Atlantic City werden bedreigd door schuldeisers, en dankzij de hulp en verzekering van Ross, toen senior managing director bij Rothschild Inc., kon Trump zijn casino's behouden en zijn imperium herbouwen. Eind jaren negentig lanceerde Ross een investeringsfonds van $200 miljoen bij Rothschild om te investeren in bezittingen die onder vuur lagen. Terwijl de markt in de VS onder spanning stond en begon in te storten, besloot hij meer te willen investeren en minder te adviseren. Op 1 april 2000 haalde hij $450 miljoen op om te investeren in omgevallen bedrijven.
In 2000 kocht Ross zijn eigen investeringsfonds, en opende hij WL Ross & Co. in New York met $440 miljoen aan investeringen en met onder zijn medewerkers vier topmanagers die samen met Ross de investeringscommissie zouden vormen: David Storper, David Wax, Stephen Toy en Pamela Wilson. In 2006 werd het bedrijf overgenomen door Amvescap (tegenwoordig Invesco). Het bedrijf investeerde onder meer in de staalindustrie van Pennsylvania - een investering die hij in 2005 verkocht met $2,5 miljard winst aan Mittal Steel, en in 2004 fuseerde hij Burlington Industries en Cone Mills tot de International Textile Group (ITG). De nieuwe textielgroep omvatte merken als Cone Denim, Burlington Apparel Fabrics, Home Furnishings, Carlisle Finishing en Nano-Tex en Ross verzekerde het bedrijf van voldoende kapitaal via bankleningen.
Ross was voorzitter van International Automotive Components Group (IAC), en onder zijn voorzitterschap ging het bedrijf fusies en overnames aan van andere spelers in de markt, waaronder Lear Corporation (2006), Collins & Aikman Europe (2005/2006) en Safety Components International (2005). In 2004 richtte Ross de International Coal Group op, waar Ross onder vuur kwam te liggen vanwege onveilige werkomstandigheden, na de ramp in de Sago-mijn in 2006.
Tijdens de bankencrisis vanaf 2008 investeerde Ross met zijn fonds flink in de banken die het moeilijk hadden, en waar de aandelen tegen scherpe prijzen te koop waren zoals Cascade uit Oregon, Sun Bancorp uit New Jersey en First Michigan Bank.

## Politieke loopbaan
Ross werd door president Bill Clinton benoemd tot bestuurslid van een VS-Rusland-investeringsfonds en door de New Yorkse burgemeester Rudy Giuliani als zijn adviseur. In januari 1998 doneerde hij $2,25 miljoen aan de campagne van zijn toenmalige echtgenote Betsy McCaughey om democratisch kandidaat voor het gouverneurschap van New York te worden. Hoewel hij al vroeg de kandidatuur van Donald Trump steunde, stond hij tussen 2003 en 2016 geregistreerd als democraat, was hij functionaris van de New York State Democratic Party en organiseerde hij fundraisers voor de partij in zijn appartement. Sinds 2011 doneert hij aan republikeinse kandidaten en orgainsaties, en in november 2016 liet hij zich registreren als republikein. Zijn donaties vanaf 1990 zijn, voor zover bekend, overwegend voor republikeinse kandidaten geweest.
Op 24 november 2016 werd Ross genoemd door Associated Press als de kandidaat-minister voor Economische Zaken in het nieuwe Kabinet-Trump. Het overgangsteam bevestigde dit bericht op 30 november.

## Lidmaatschappen
Ross was onder meer lid en voormalig bestuurslid van de Turnaround Management Association en lid van de Committee on Capital Markets Regulation. In 2012 was hij de leider (Grand Swipe) van het geheime genootschap Kappa Beta Phi. Hij is bestuurslid van het Brookings Institution en lid van de adviesraad van de Yale School of Management. Daarnaast bekleed(de) hij vele directieposities.

## Persoonlijk
In 1961 trouwde Ross met Judith Nodine, met wie hij twee dochters heeft, en van wie hij in 1995 weer scheidde. Hij hertrouwde datzelfde jaar met voormalig luitenant-gouverneur van New York Betsy McCaughey, van wie hij in 2000 weer scheidde. In 2004 trouwde hij voor de derde maal, met Hilary Geary - een auteur bij Quest Magazine.
Ross bezit een kunstcollectie, met een geschatte waarde van minimaal $150 miljoen, en stukken van Westerse surrealisten en hedendaagse oosterse beelden. Ross bezit onder meer 25 werken van René Magritte, waaronder enkele van zijn meest waardevolle werken, zoals The Pilgrim. Eind jaren negentig moest hij een groot deel van zijn collectie Amerikaanse Prerafaëlitische werken verkopen vanwege de afwikkeling van zijn scheiding.

## Paradise Papers
Ross blijkt een belang te hebben in een Russisch scheepvaartbedrijf dat samenwerkt met een gasbedrijf dat mede in handen is van de schoonzoon van Vladimir Poetin en van een oligarch die op een sanctielijst van de VS staat.